# Прайс, Билли (игрок в американский футбол)
Уильям Прайс (англ. William Price; 11 октября 1994, Остинтаун, Огайо) — профессиональный американский футболист, выступающий на позиции центра в клубе НФЛ «Нью-Йорк Джайентс». На студенческом уровне играл за команду Университета штата Огайо. Победитель национального чемпионата 2014 года. Обладатель Трофея Римингтона, награды лучшему центру студенческого футбола, в сезоне 2017 года. На драфте НФЛ 2018 года был выбран в первом раунде под общим 21 номером.

## Биография
Билли Прайс родился 11 октября 1994 года в Остинтауне в штате Огайо. Старший из трёх детей в семье. Во время учёбы в старшей школе Фитч Прайс занимался лёгкой атлетикой, играл в футбол на позиции ди-тэкла. В 2012 году стал одним из трёх обладателей награды лучшему защитнику штата по версии Associated Press.

### Любительская карьера
В 2013 году Прайс поступил в университет штата Огайо. Первый сезон в команде он провёл в статусе освобождённого игрока, тренируясь, но не участвуя в официальных матчах. Весной 2014 года он работал на тренировках на месте центра, но с началом сезона начал играть гардом. Сыграл в пятнадцати матчах команды в стартовом составе, вместе с ней стал победителем плей-офф национального чемпионата. В 2013 году Прайс провёл тринадцать матчей.
Летом 2016 года Прайс принимал участие в культурной программе университета на Ямайке и проходил стажировку в компании NIKE. Перед началом сезона его выбрали одним из капитанов команды. Он сыграл в стартовом составе во всех матчах турнира, линия нападения «Огайо Стейт» по его итогам вошла в число претендентов на награду Джо Мура. В 2017 году он перешёл на позицию центра. Благодаря игре линии, выносное нападение команды вошло в число лучших в I дивизионе NCAA. Прайс стал обладателем награды лучшему линейному нападения конференции Big Ten и Трофея Римингтона лучшему центру студенческого футбола.

### Профессиональная карьера
Перед драфтом НФЛ 2018 года аналитик сайта Bleacher Report Мэтт Миллер прогнозировал Прайсу выбор в первом раунде и сравнивал его с центром «Колтс» Райаном Келли. К плюсам игрока Миллер относил его большой опыт игры в основном составе, физическую силу и уровень атлетизма, универсальность, способность продвигаться в глубину поля на выносных розыгрышах. Среди недостатков он отмечал некоторые технические ошибки, проявляющуюся иногда агрессивность и возможные последствия перенесённой в начале 2018 года травмы мышц груди.

#### Цинциннати Бенгалс
На драфте Прайс был выбран «Цинциннати Бенгалс» в первом раунде под общим 21 номером. В мае он подписал с клубом четырёхлетний контракт, включавший возможность продления ещё на один сезон по инициативе команды. Перед стартом чемпионата его рассматривали как одного из основных игроков линии нападения, но сезон для Прайса сложился тяжело. Он испытывал проблемы во время сборов, затем уже на второй игровой неделе получил травму ноги. Всего он смог сыграть в десяти матчах «Бенгалс», но, как и вся линия нападения, выглядел не лучшим образом. В 2019 году Прайс проиграл борьбу за позицию центра Трею Хопкинсу. Тренерский штаб задействовал его на месте гарда, но и там игрок выступал неудачно. Он принял участие во всех шестнадцати матчах регулярного чемпионата, но в стартовый состав попал только в восьми из них. После завершения сезона обозреватель издания The Athletic Пол Денер выразил мнение, что Прайс должен стать одним из кандидатов на обмен. В 2020 году его игровое время снизилось ещё больше. В шестнадцати играх сезона Прайс попал в стартовый состав лишь однажды, на поле он появился в 19 % всех розыгрышей нападения команды. После завершения чемпионата «Цинциннати» отказались от возможности продлить контракт с ним на пятый сезон. В августе 2021 года его обменяли в «Нью-Йорк Джайентс» на линейного защиты Би Джея Хилла.

#### Нью-Йорк Джайентс
Смена команды положительно повлияла на выступления Прайса. По ходу первой части сезона он испытывал игровые проблемы, но затем прибавил и завершил регулярный чемпионат на 12 месте среди центров по оценкам сайта Pro Football Focus. Во второй половине сезона его эффективность как блокирующего составила 98,5 %, он допустил всего одно нарушение правил. В шестнадцати проведённых матчах Прайс пропустил два сэка.